# Trê Cóc (truyện thơ)
Trê Cóc là một truyện ngụ ngôn Việt Nam bằng chữ Nôm của một tác giả khuyết danh, không rõ năm ra đời, dài 398 câu thơ lục bát có xen mấy tờ đơn và trác bằng văn xuôi.

## Tác giả
Theo danh sĩ Bùi Huy Bích, thì tác giả truyện Trê Cóc là một gia khách nhà An Sinh vương Trần Liễu. Bởi ông đã chứng kiến việc "cướp vợ đoạt con" (Thái sư Trần Thủ Độ ép vua Trần Thái Tông lấy vợ của anh ruột là An Sinh vương Trần Liễu) mà nảy hứng viết ra câu chuyện này.
Nhà nghiên cứu Bùi Kỷ, khi hiệu đính Trê Cóc cũng cho là có nhiều chỗ phù hợp, nhưng vì còn thiếu những chứng cứ, nên ông vẫn xem đó như là một nghi án.
Tuy nhiên, theo nghiên cứu của Thanh Lãng, thì Trê Cóc không thể là một tác phẩm thuộc đời Trần. Vì so với văn ở đời này, truyện Trê Cóc có lối văn mới mẻ quá.
Do chưa biết người viết là ai, nên phần tác giả truyện Trê Cóc, các sách văn học Việt đều ghi là "khuyết danh".

## Lược truyện
Vợ chồng Cóc vốn ở gần bờ ao. Đến khi đẻ, vợ Cóc xuống ao sinh ra một đàn nòng nọc. Trê ở dưới ao thấy nòng nọc giống mình, bèn bắt cả đàn về nuôi. Khi Cóc trở lại, thấy Trê chiếm đoạt con mình, mới đem việc đến kiện ở cửa quan. Quan truyền giam Trê lại. Vợ Trê ở nhà đến nhờ Triều Đẩu gỡ tội cho chồng. Triều Đẩu giới thiệu vợ Trê đến tìm Lý Ngạnh, một thủ hạ am tường việc quan. Lý Ngạnh lo lót lễ vật vào cáo quan để khiếu nại cho Trê. Quan cho sai nha đến tận nơi tra án. Trông thấy đàn nòng nọc, nha lại cho là con của Trê bèn về trình với quan. Quan liền ra lệnh thả Trê và bắt giam Cóc lại. Đến lượt vợ Cóc phải chạy lo cho chồng. Ếch giới thiệu cho vợ Cóc một thầy kiện trứ danh là Nhái Bén. Nhái Bén khuyên vợ Cóc cứ đợi đàn nòng nọc đứt đuôi tự nhiên sẽ về với mình, không cần phải kiện cáo gì cả. Quả nhiên ít lâu sau, khi ra bờ ao thì đàn cóc con theo mẹ về. Vợ Cóc cùng đàn con đến kêu oan. Trước chứng cứ rõ ràng, Trê phải thú tội và bị kết án "lưu tam thiên lý" (đầy xa ba ngàn dặm). Hai vợ chồng Cóc được kiện trở về, một nhà vui sướng vum vầy.

## Nhận xét
- Dương Quảng Hàm:

Truyện Trê Cóc là một câu chuyện ngụ ngôn chủ ý bày tỏ cái thói "tranh hơi tức khí" gây nên những cuộc kiện tụng và chỉ trích cái tệ nhũng lạm của bọn sai nha cùng cái hại "xui nguyên giục bị" của bọn thầy cò.
- Phạm Thế Ngũ:

Ngoài tính cách phúng thích về thời sự, ở truyện Trê Cóc còn có ý nghĩa về luân lý.
Bởi tác giả đã phô bày lắm nét hủ bại và nực cười ở xã hội xưa, chung quanh những vụ kiện tụng trước cửa quan...Ở mỗi trang truyện, người ta thấy trở đi trở lại những chữ "lo lót, lễ vật, lễ mọn, phí tổn". Chung quy thì chỉ người dân "vô phúc đáo tụng dình" là phải chịu thiệt hại, thua cũng thiệt mà được cũng thiệt.
Ngoài ra, truyện còn có giá trị nghệ thuật. Trước hết là trong việc chọn những con vật: Cóc sù sì, thô kệch giống như là những người dân chất phác hiền lành. Trê nhẵn nhụi, trơ tru hay chui luồn, có thể tiêu biểu cho những người có nết láu lĩnh, hay làm việc mờ ám...Bên cạnh đó, tác giả lại khéo cho những nhân vật ấy nói ra những lời của "người"...
Tóm lại, từ cách chọn nhân vật, xây dựng tâm lý, dàn cảnh, kể việc, đối thoại; tác giả đã có nhiều khéo léo. Đem những con vật để đóng vai người, đem tính nết ngôn ngữ của người để hoạt hóa những con vật; tác giả đã gây được một tấn tuồng đời vừa vui, vừa thật, vừa linh hoạt và trào lộng mà lại có ý nghĩa châm biếm sâu xa 

## Sách tham khảo
- Dương Quảng Hàm, Việt Nam thi văn hợp tuyển (mục "Trê Cóc"). Trung tâm học liệu xuất bản. Bản in lần thứ 9, Sài Gòn, 1968.
- Thanh Lãng, Bảng lược đồ văn học Việt Nam (Quyển Thượng). Nhà xuất bản Trình bày, Sài Gòn, không ghi năm xuất bản.
- Phạm Thế Ngũ, Việt Nam văn học sử giản ước tân biên (Quyển Trung), Quốc học tùng thư, Sài Gòn, không ghi năm xuất bản.